# 857
857 (осемстотин петдесет и седма) година по юлианския календар е обикновена година, започваща в петък. Това е 857-ата година от новата ера, 857-ата година от първото хилядолетие, 57-ата година от 9 век, 7-а година от 6-о десетилетие на 9 век, 8-а година от 850-те години.